# Grace Ellery Channing

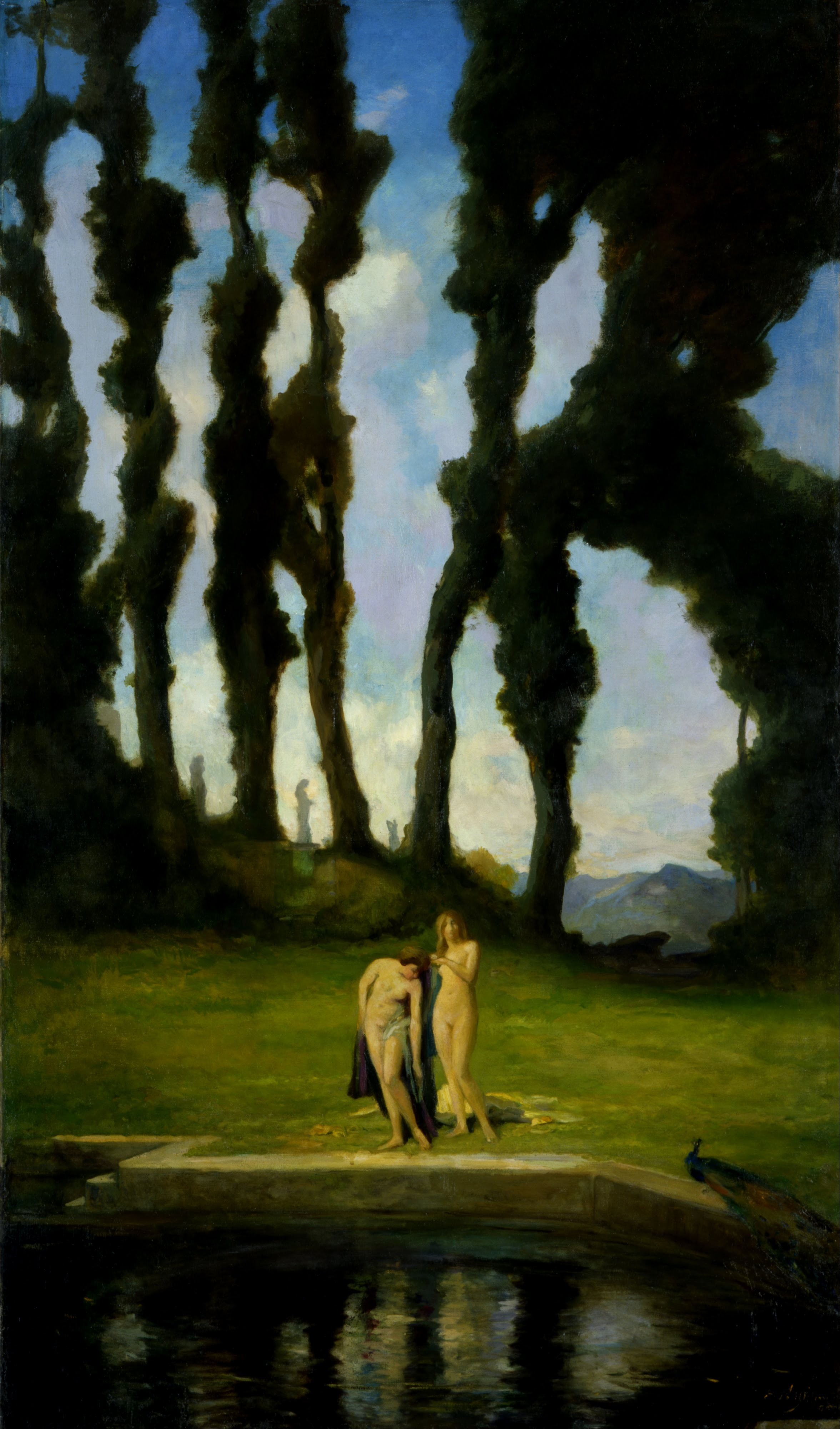
Charles Walter Stetson, Po kąpieli

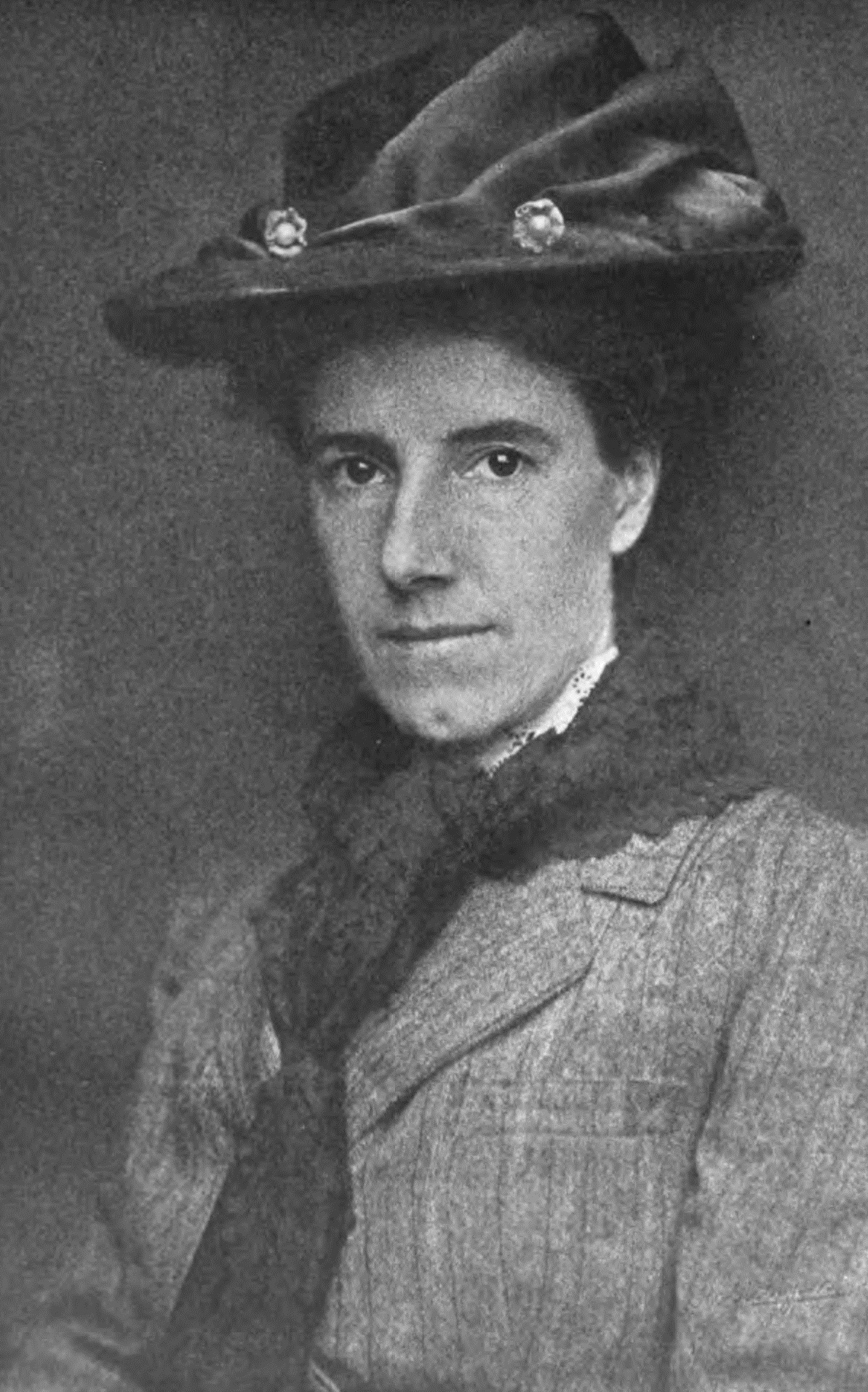
Charlotte Perkins Gilman

Grace Ellery Channing (ur. 27 grudnia 1862, zm. 3 kwietnia 1937) – amerykańska poetka i prozaiczka.

## Życiorys
Grace Ellery Channing urodziła się 27 grudnia 1862 w Providence w stanie Rhode Island. Była córką Williama Francisa Channinga i Mary (Tarr) Channing oraz wnuczką Williama Ellery’ego Channinga, założyciela American Unitarian Church. Ojciec autorki był wynalazcą. Opatentował między innymi przenośny telegraf elektromagnetyczny. Grace miała dwoje rodzeństwa, siostrę Mary (Channing) Wood (1860-1934) i brata Harolda Channinga (1869-1946). Wykształcenie zdobyła w prywatnych szkołach. Pracowała jako przedszkolanka. Była przyjaciółką feministki Charlotte Perkins Gilman. Kiedy Gilman rozwiodła się, Grace Ellery Channing poślubiła jej byłego męża, Charlesa Waltera Stetsona, który był malarzem. Między przyjaciółkami nie doszło do konfliktu. Co więcej, Grace wychowywała córkę Charlotte i Charlesa, Katharine Beecher Stetson Chamberlin. Rodzina mieszkała w Pasadenie w Kalifornii i w Bostonie w Massachusetts. W 1903 wyjechali do Włoch i osiedlili się w Rzymie. Charles Walter Stetson zmarł na skutek powikłań po operacji jelit w 1911, w przededniu otwarcia wystawy jego obrazów w Nowym Jorku. Grace wróciła wtedy do Stanów i zorganizowała ekspozycję, która była pokazywana w Bostonie, Waszyngtonie i w Toledo w stanie Ohio. W czasie I wojny światowej była korespondentką frontową we Francji. W latach 1918–1937 mieszkała w nowym Jorku, zmagając się z kłopotami finansowymi. Zmarła 3 kwietnia 1937.

## Twórczość
Grace Ellery Channing pisała poezję i prozę. Karierę rozpoczęła od wydania pism dziadka, Williama Ellery’ego Channinga. W 1899 publikowała tom wierszy Sea Drift; Poems. Wydawała też opowiadania, The Sister of a Saint, and Other Stories (1895) i The Fortune of a Day (1900). Do jej najbardziej znanych wierszy należy utwór Any Woman to a Soldier.
The day you march away let the sun shine,
Let everything be blue and gold and fair,
Triumph of trumpets calling through bright air,
Flags slanting, flowers flaunting not a sign,
That the unbearable is now to bear,
The day you march away.
Nie wiadomo, czy wiersze Grace Ellery Channing były tłumaczone na język polski.